# Fiktionalism
Fiktionalism är en filosofisk riktning som gör gällande att fiktioner spelar en viktig roll inom vetenskapen. Den tyske filosofen Hans Vaihinger var fiktionalismens främsta företrädare. Fiktionalister menar att språket har användbara begrepp, trots att talarna kan vara medvetna om att de är oriktiga. 

## Begrepp
Fiktionalism består av åtminstone följande tre teser:
1. Påståenden som görs inom diskursområdet anses vara sanningsanpassade, det vill säga sanna eller falska
2. Diskursens domän ska tolkas till nominellt värde – inte reduceras till att betyda något annat
3. Syftet med diskurs inom en given domän är inte sanning, utan någon annan dygd (till exempel enkelhet, förklarande omfattning).

Två viktiga delar av fiktionalism är modal fiktionalism utvecklad av Gideon Rosen, som säger att möjliga världar, oavsett om de existerar eller inte, kan vara en del av en användbar diskurs, och matematisk fiktionalism som förespråkas av Hartry Field.
Modal fiktionalism erkänns som ytterligare förfining av den grundläggande fiktionalismen eftersom den hävdar att representationer av möjliga världar i texter är användbara fiktioner. En konceptualisering förklarar att det är en beskrivande teoretisering av vad en text som Bibeln faktiskt innebär. Det förknippas med språklig ersatzism i den meningen att båda är åsikter möjliga världar.
Fiktionalism säger, å andra sidan, i matematikens filosofi att tal om siffror och andra matematiska objekt inte är något annat än en bekvämlighet för att göra vetenskap. Enligt Field finns det ingen anledning att behandla delar av matematiken som involverar hänvisning till eller kvantifiering som sanna. I denna diskurs tilldelas matematiska föremål samma metafysiska status som litterära figurer som Macbeth.
Också inom metaetik finns det en likvärdig position som kallas moralisk fiktionalism (försvarad av Richard Joyce). Många moderna versioner av fiktionalism är influerade av Kendall Waltons arbete inom estetik.